# Erika Hebeisen
Erika Hebeisen (* 1966) ist eine Schweizer Historikerin und Kuratorin.

## Leben
Hebeisen besuchte 1982–1986 das Lehrerseminar Kreuzlingen und arbeitete danach als Primarlehrerin im Bereich Sonderpädagogik. 1987–1994 studierte sie Geschichte und Deutsche Literaturwissenschaft an der Universität Zürich und an der Technischen Universität Berlin. In ihrer Lizentiatsarbeit behandelte sie den Koedukationsdiskurs um 1900 («Buebegschtank macht Meitli chrank». Eine geschlechtergeschichtliche Analyse des Koedukationsdiskurses im Kanton Zürich 1890–1930).
1997–2002 wirkte sie als Assistentin am Historischen Seminar der Universität Basel, wo sie 2003 mit einer Arbeit zur Gesellschaftsgeschichte pietistischer Religiosität (leidenschaftlich fromm. Die pietistische Bewegung in Basel 1750–1830) promovierte. Seit 2010 arbeitet Erika Hebeisen als Ausstellungs- und Sammlungskuratorin beim Schweizerischen Nationalmuseum, insbesondere beim Landesmuseum Zürich. Sie hat permanente Ausstellung zur Schweizer Geschichte, Wechselausstellungen zu Klangwelten, Kriegsgeschichte oder der Reformation kuratiert.
Ihre Forschungsschwerpunkte liegen in der Religions-, Kriegs- und Geschlechtergeschichte.

## Schriften (Auswahl)
- Das Pogrom von 1802. Fallmethode, Buchs: Lehrmittelverlag des Kantons Aargau; Aarau: Didaktikum, Aargauisches Institut für Oberstufenlehrkräfte, 1998.
- «leidenschaftlich fromm». Die pietistische Bewegung in Basel, 1750–1830, Köln 2005 (Dissertation).
- Gendering Tradition. Erinnerungskultur und Geschlecht im Pietismus, Korb 2007 (Mitherausgeberin).
- Zürich 68 – kollektive Aufbrüche ins Ungewisse, Baden 2008 (Mitherausgeberin).
- Geschichte Schweiz. Katalog der Dauerausstellung im Landesmuseum Zürich, Zürich 2009 (Konzeption und Gesamtredaktion).
- Entstehung Schweiz. Unterwegs vom 12. ins 14. Jahrhundert, Baden 2011 (Redaktion).